# 卡洛斯·冈萨雷斯 (足球运动员)
卡洛斯·冈萨雷斯（西班牙語：Carlos González，1935年4月12日—2017年7月8日），墨西哥男子足球运动员，司职前锋。他曾代表墨西哥国家队参加1958年国际足联世界杯，结果队伍止步小组赛阶段。